# 현대유비스병원
현대유비스병원(Hyundai Uvis Hospital)은 인천광역시 미추홀구에 있는 종합병원이다.

## 역사
- 1994년 12월 현대정형외과의원 개원 (인천광역시 미추홀구 숭의동 190번지)
- 1998년 6월 병원 신축 (인천광역시 미추홀구 독배로 503)
- 2007년 6월 현대유비스병원으로 의료기관 명칭 변경
- 2007년 7월 현대유비스병원 증축 개원식
- 2011년 10월 병원 건물 증축
- 2013년 7월 종합병원 승격
- 2014년 5월 의료법인 담우의료재단 설립